# Asiatiska spelen 2010
Asiatiska spelen 2010, även känd som den XVI Asiaden, hölls i Guangzhou i Kina 12-27 november 2010, och var de 16:e spelen. Det var andra gången som spelen hölls i Kina. Peking var värd för 1990. Totalt deltog 9 704 aktiva från 45 olika länder. Tävlingar anordnades i ett flertal grenar i 42 olika sporter. Total delades 1 577 medaljer ut (477 guld, 479 silver och 621 brons). Det land som tog flest guldmedaljer var Kina (199 stycken), följt av Sydkorea (76 stycken) och Japan (48 stycken). Huvudarena för spelen var Guangdongs Olympiastadion. 

## Sporter
| - Badminton - Baseboll - Basket - Biljard - Bordtennis - Bowling - Boxning - Brottning - Bågskytte - Cricket - Cykling - Danssport - Drakbåt - Fotboll | - Friidrott - Fäktning - Golf - Gymnastik - Handboll - Judo - Kanotsport inklusive kajak - Kabaddi - Karate - Landhockey - Modern femkamp - Ridsport - Rodd - Rollersports, inkluderar Rullskridskor, Rullskidor och Skateboard | - Rugby - Schack, weiqi och xiangqi - Segling - Sepak Takraw - Simning, simhopp, vattenpolo och synkroniserad simning - Skytte - Softball - Squash - Taekwondo - Tennis inklusive Soft tennis - Triathlon - Tyngdlyftning - Volleyboll - Wushu |

## Medaljfördelning
*   Värdnation
| Pl.    | Nation                | Guld | Silver | Brons | Totalt |
| ------ | --------------------- | ---- | ------ | ----- | ------ |
| 1      | Kina*                 | 199  | 119    | 98    | 416    |
| 2      | Sydkorea              | 76   | 65     | 91    | 232    |
| 3      | Japan                 | 48   | 74     | 94    | 216    |
| 4      | Iran                  | 20   | 14     | 25    | 59     |
| 5      | Kazakstan             | 18   | 23     | 38    | 79     |
| 6      | Indien                | 14   | 17     | 33    | 64     |
| 7      | Taiwan                | 13   | 16     | 38    | 67     |
| 8      | Uzbekistan            | 11   | 22     | 23    | 56     |
| 9      | Thailand              | 11   | 9      | 32    | 52     |
| 10     | Malaysia              | 9    | 18     | 14    | 41     |
| 11     | Hongkong              | 8    | 15     | 17    | 40     |
| 12     | Nordkorea             | 6    | 10     | 20    | 36     |
| 13     | Saudiarabien          | 5    | 3      | 5     | 13     |
| 14     | Bahrain               | 5    | 0      | 4     | 9      |
| 15     | Indonesien            | 4    | 9      | 13    | 26     |
| 16     | Singapore             | 4    | 7      | 6     | 17     |
| 17     | Kuwait                | 4    | 6      | 1     | 11     |
| 18     | Qatar                 | 4    | 5      | 7     | 16     |
| 19     | Filippinerna          | 3    | 4      | 9     | 16     |
| 20     | Pakistan              | 3    | 2      | 3     | 8      |
| 21     | Mongoliet             | 2    | 5      | 9     | 16     |
| 22     | Myanmar               | 2    | 5      | 3     | 10     |
| 23     | Jordanien             | 2    | 2      | 2     | 6      |
| 24     | Vietnam               | 1    | 17     | 15    | 33     |
| 25     | Kirgizistan           | 1    | 2      | 2     | 5      |
| 26     | Macao                 | 1    | 1      | 4     | 6      |
| 27     | Bangladesh            | 1    | 1      | 1     | 3      |
| 28     | Tadzjikistan          | 1    | 0      | 3     | 4      |
| 29     | Syrien                | 1    | 0      | 1     | 2      |
| 30     | Förenade arabemiraten | 0    | 4      | 1     | 5      |
| 31     | Afghanistan           | 0    | 2      | 1     | 3      |
| 32     | Irak                  | 0    | 1      | 2     | 3      |
| 32     | Libanon               | 0    | 1      | 2     | 3      |
| 34     | Laos                  | 0    | 0      | 2     | 2      |
| 35     | Nepal                 | 0    | 0      | 1     | 1      |
| 35     | Oman                  | 0    | 0      | 1     | 1      |
| Totalt | Totalt                | 477  | 479    | 621   | 1577   |

## Förändringar i medaljfördelningen
| Datum            | Sport | Gren                       | Nation     | Guld | Silver | Brons | Totalt |
| ---------------- | ----- | -------------------------- | ---------- | ---- | ------ | ----- | ------ |
| 19 november 2010 | Judo  | Viktklass 81 kilogram, män | Uzbekistan |      | –1     |       | –1     |
| 19 november 2010 | Judo  | Viktklass 81 kilogram, män | Japan      |      | +1     | –1    | 0      |
| 19 november 2010 | Judo  | Viktklass 81 kilogram, män | Kazakstan  |      | +1     | –1    | 0      |

Den 19 november 2010 meddelande Asiens olympiska råd att Shokir Muminov från Uzbekistan fråntagits sin silvermedalj efter att han testats positivt för dopning och bronsmedaljörerna Masahiro Takamatsu från Japan och Islam Bozbayev från Kazakstan fick istället dela silvermedaljen.

## Deltagande nationer

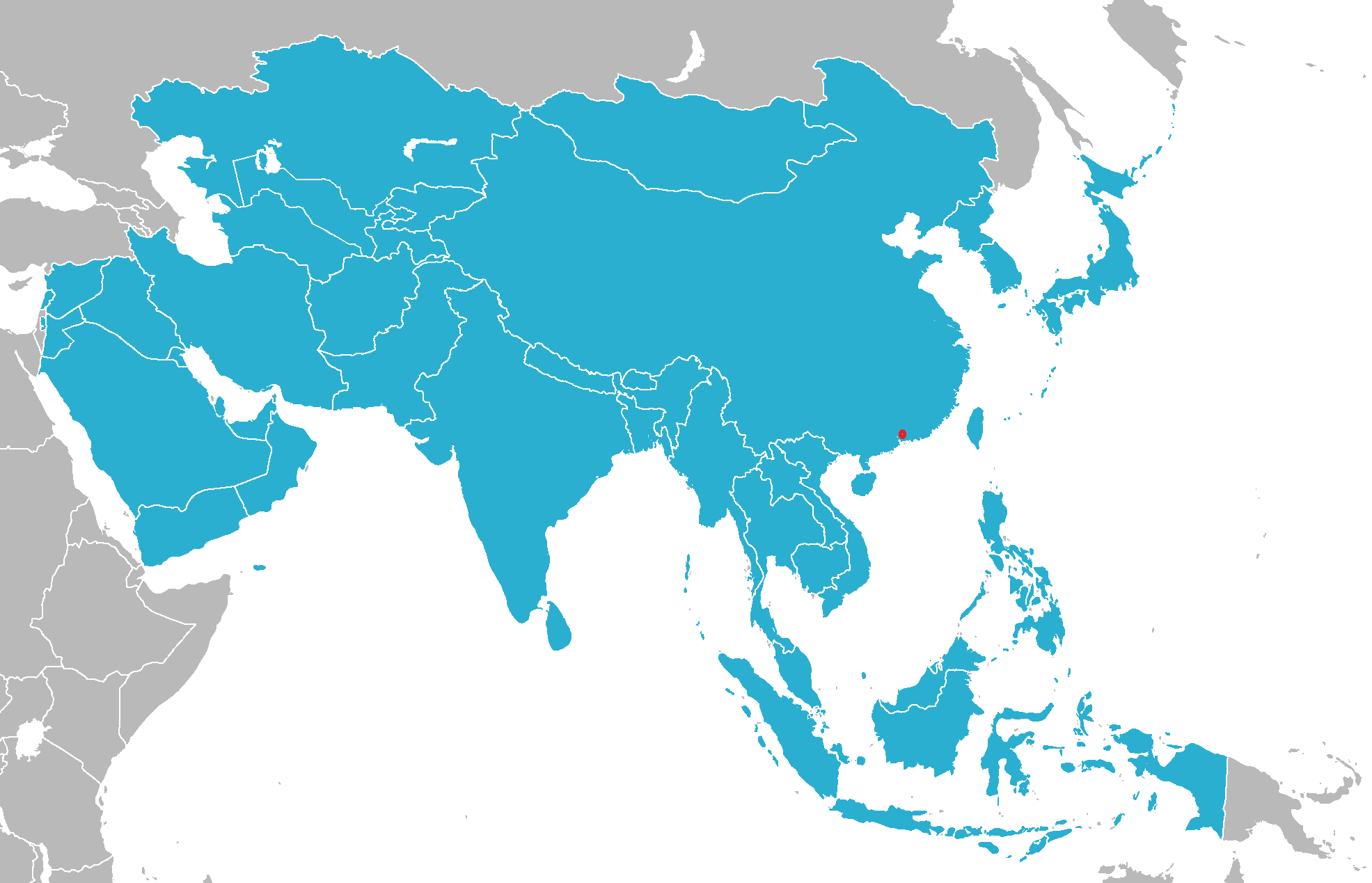
Samtliga deltagande nationer.

Alla de 45 länder som ingick i Asiens olympiska råd 2010 deltog i spelen. Varje Nationell olympisk kommitté beordrades att skicka in en lista på sina aktiva till spelen före den 30 september 2010. Arrangörerna tillät dock att sjuka och skadade deltagare fick ersättas. Efter den sista deadlinen var 9 704 aktiva inskrivna, vilket var en ökning med 184 deltagare från de tidigare spelen i Doha. Enligt spelens officiella hemsida så deltog idrottare från Kuwait under den Olympiska flaggan då Kuwaits Olympiska kommitté var suspenderad från att delta i tävlingar sedan den 1 januari 2010.